# Канпур
Канпур, гінді कानपुर, урду کان پور, англ. Cawnpore (до 1948, згодом Kanpur) — одне з найбільших міст Індії (10-те за населенням) в штаті Уттар-Прадеш.

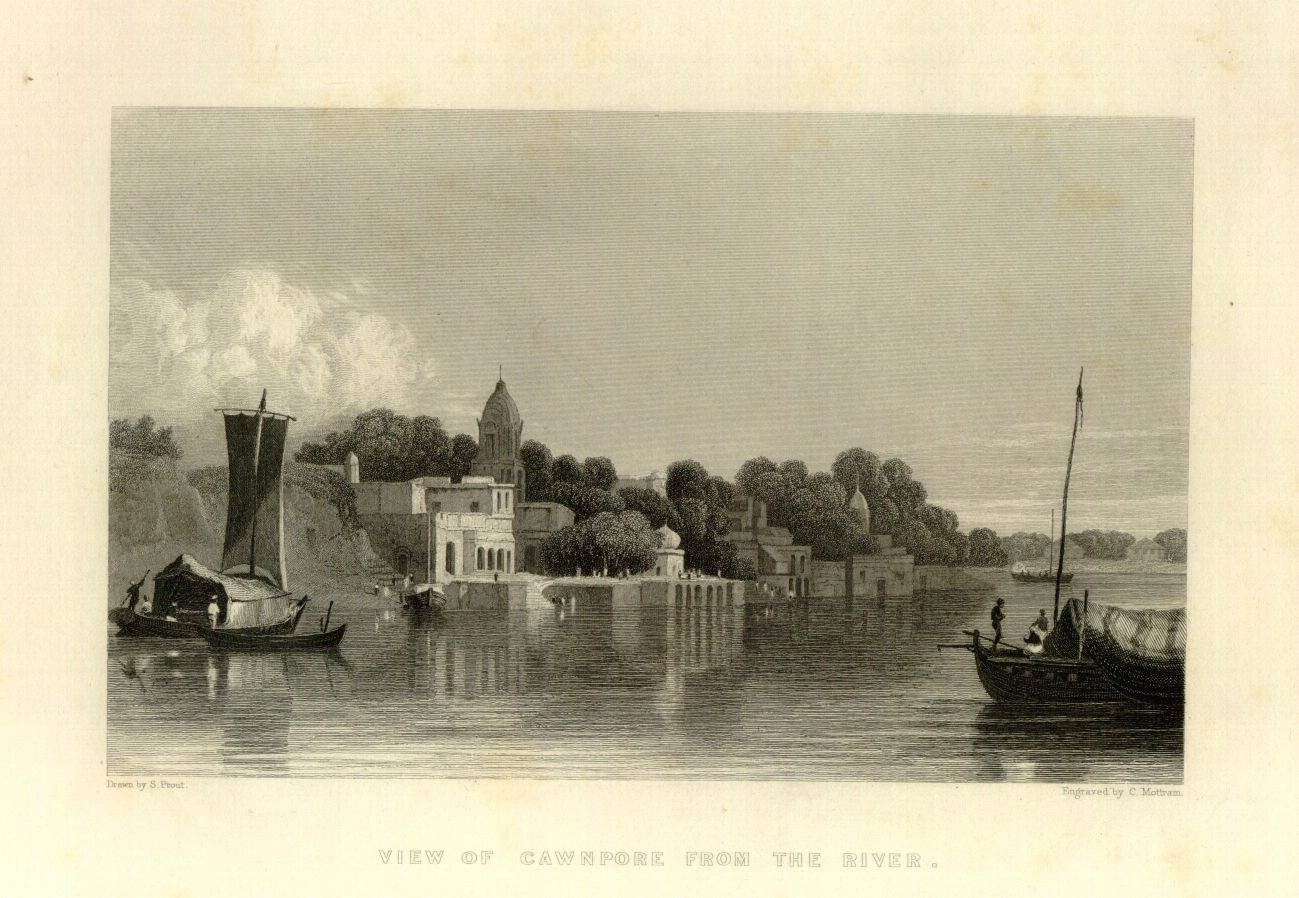
Канпур в 1810 році

Розташоване на річці Ганг на південь від Лакхнау. Важливий центр машинобудівної, текстильної, електронної, металургійної і хімічної промисловості. Займає площу близько 1000 км², населення — 4,13 млн жителів (станом на 2001 г.). В місті знаходиться декілька десятків різнопрофільних вузів.

## Клімат
У дощовий період — гарячі і сухі мусони. Середньорічна температура становить 25,7 °C (15,9 °C в січні і 33,6 °C в травні-червні). Середньорічний рівень опадів 823 мм.

## Уродженці
- Пунам Діллон (* 1962) — індійська акторка.